# 甄济
甄济（?—?），字孟成，唐朝定州无极县（今河北省无极县）人。
甄济叔父为幽州、凉州二州都督，家住在卫州，幼年丧父，好学文雅，天寶年间隱居衛州青岩山，人佩服他的操行，相約不在那里打猎捕鱼。采访使苗晋卿表奏，诸府五次征辟，诏书十至，坚卧不起。天宝十载（751年），朝廷以左拾遗召，未就任。採訪使安祿山入朝，授試大理評事，充范陽郡節度掌書記。安禄山至卫州，派太守郑遵意到山中致意，甄济不得已出山，安禄山下拜行平等之礼。甄济在府中，议论正直。后察知安禄山有異志，不可劝谏，甄济和卫县县令齐玘关系好，于是拜见他请求归山，以实情相告。暗中让弟弟甄憕把羊血预备在左右，晚上，作出吐血的样子，假装力不支，被抬回旧日的草房中。安禄山造反，派蔡希德带刀见他威胁。甄济不动，左手写下：“去不得。”刽子手李掞持刀向前，甄济引颈以待，蔡希德嗟叹，向安禄山回报他确实有病。安庆绪派人来把他抬到东都安国观。广平王李俶收复东都，甄济至军门谒见泣涕，广平王非常感动。唐肃宗让他住在三司署，让他受那些归顺安禄山的官员的拜见，以愧其心。授秘书郎，轉任太子舍人。寶應初年，来瑱征辟为陕西襄阳参谋，拜礼部员外郎。宜城楚昭王庙有空地九十亩，甄济在左建立别墅。来瑱死后，隐居七年。大历初年，江西节度使魏少游表奏为著作郎，兼侍御史，在襄州去世。甄济生子，甄礼闱、甄宪台。甄礼闱去世，甄宪台更名甄逢。元和年间，襄州節度使袁滋奏其節行，唐宪宗下詔贈祕書少監。

## 延伸阅读
[在维基数据编辑]
 《舊唐書·卷187下》，出自刘昫《舊唐書》
 《新唐書·卷194》，出自《新唐書》